# Uroskopie

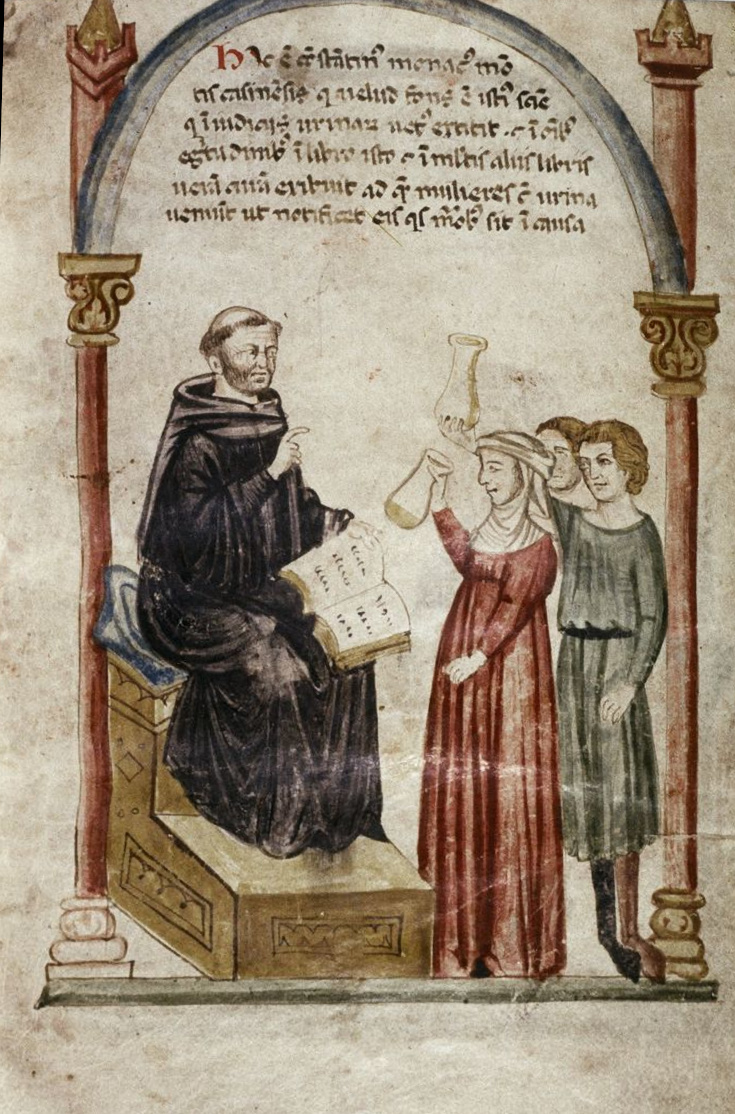
Ilustrace lidí, kteří ukazují svou moč lékaři Konstantinovi Africkému

Uroskopie nebo také uromancie je zastaralá metoda diagnostiky chorob z moči, kterou používali lidoví léčitelé i lékaři. Používal ji už starověký Hippokratés i lékaři středověcí. Považovali ji snad za nejcennější diagnostickou pomůcku. Pro vyšetření moči měli i speciální nádobu, tzv. „matulu“ připomínající tvarem lidské tělo. Na moči se posuzovalo množství, barva, sediment, vločky, sraženiny, písek. Rozeznávalo se množství různých barev, např. bledá, vodnatá, tmavá, červená, černá, a existovaly i vzorníky barev až s 24 odstíny. Úroveň, ve které se ve sloupci moči v matule objevila sraženina nebo zákal, určovala orgán, který měl být nemocí postižen.
Už v 16. století bylo zřejmé, že popsaná diagnostika chorob podle moči je nemožná a že jde o nesmysl, a uroskopici proto byli také na četných obrazech i v textech z té doby zesměšňováni. Přesto byla uromancie používána ještě ve 20. století. Někdejší podrobné návody k vyšetřování moči se ale záhy staly minulostí. Šarlatánským léčitelům v současnosti stačí k bleskové diagnóze pouhý pohled na skleničku s močí proti oknu,[zdroj?] jak to praktikoval snad nejznámější český předválečný léčitel a uroskopik pan Mikolášek. Ten vedle diagnózy také hned nabízel, podobně jako ostatní „moderní“ uroskopici, léčbu bylinami, zakoupenými ve velkoobchodě a namátkou vybranými z regálu.[zdroj?] V současnosti je však uroskopie na rychlém ústupu.

## Validita uroskopie
Vyšetření moči je i dnes jedním ze základních diagnostických postupů. Využívají se však vědecké metody vyšetření, mikroskopická, chemická, bakteriologická i fyzikální analýza, ale ani ty samy o sobě ke stanovení diagnózy nestačí,[zdroj?] protože jsou jen částečným obrazem metabolismu a funkce ledvin. Pouhým pohledem na moč tedy diagnózu stanovit nelze. Uromancie byla pochopitelným postupem v době, kdy nebyly k dispozici nejen jiné diagnostické prostředky, ale kdy chyběly i znalosti o funkcích lidského těla i o příčinách chorob. Smysl v té době měla uromancie snad jediný, že totiž zvyšovala důvěryhodnost lékařů a tím placebo efekt při terapii. V současné době, pokud se uromancie ještě vůbec používá, jde o ryzí šarlatánství.